# 椎名亮輔
椎名 亮輔（しいな りょうすけ、1960年9月27日-）は日本の音楽学者。哲学博士。同志社女子大学教授。専門は音楽美学・音楽哲学。東京都小平市出身。現在は兵庫県在住。

## 経歴
- 1979年　私立桐朋高校卒業。同じクラブ（吹奏楽部）に古川聖がいた。
- 1983年　東京大学教養学部教養学科フランス分科卒業、パリ第8大学音楽学部博士課程に留学、ダニエル・シャルルに師事。のちに同ゼミには大里俊晴が加わり、親しく交わることになる。D.E.A.（専門研究課程修了証書）取得。またこの留学時代に鵜飼哲、松葉祥一、山田広昭などの京都グループとも知り合う。
- 1986年　東京大学大学院比較文学比較文化専門修士課程修了。この時期、管啓次郎・旦敬介・赤間啓之・港千尋・細川周平・三浦俊彦等とともに同人誌「メリメロ」に参加。
- 1989年　博士課程単位取得満期退学
- 1992年から2001年までフランスで生活。大学で教えるかたわらピアニスト（主に声楽伴奏）として活動（2000年パリUFAMコンクールで一等）。
- 1994年　ニース大学文学部哲学科博士課程修了哲学博士号取得
- 2001年　日本音楽学会所属
- 2011年　『デオダ・ド・セヴラック　南仏の風、郷愁の音画』で第21回吉田秀和賞受賞

## 職歴
- 1989年　東京大学教養学部助手
- 1992年　フランス国立東洋語東洋文化研究所（INALCO）講師
- 1998年　リール第3大学講師
- 2001年　同志社女子大学学芸学部音楽学科助教授
- 2009年　同志社女子大学学芸学部音楽学科教授
- 2010年　パリ第8大学芸術学部客員教授
- 2013年　バルセロナ自治大学芸術学部招聘教授

## 著書
- 『音楽的時間の変容』（現代思潮新社、2005年2月）
- 『狂気の西洋音楽史　シュレーバー症例から聞こえてくるもの』(岩波書店、2010年11月）
- 『デオダ・ド・セヴラック　南仏の風、郷愁の音画』(アルテスパブリッシング、2011年9月）
- 『梨の形をした30の言葉 エリック・サティ箴言集』アルテスパブリッシング、2022.5

編著
- 『音楽を考える人のための基本文献34』編著, 三島郁, 筒井はる香, 福島睦美 著、アルテスパブリッシング、2017.5

### 翻訳
- ドメル・ディエニー『演奏家のための和声分析と演奏解釈－ショパン』笠羽映子共訳（シンフォニア、1988年）
- マイケル・ナイマン『実験音楽　ケージとその後』（水声社、1992年）
- エリック・マルティ『ルイ・アルチュセール－訴訟なき主体』（現代思潮新社、2001年）
- ATTACフランス『アメリカ帝国の基礎知識』コリン・コバヤシ共訳 （作品社、2004年）
- トビ・ナタン『他者の狂気　臨床民族精神医学試論』松葉祥一、植本雅治、向井智子共訳（みすず書房、2005年）
- ジャクリーヌ・コー『リュック・フェラーリとほとんど何もない』（現代思潮新社、2006年）
- ジュリア・クリステヴァ『ハンナ・アーレント　〈生〉は一つのナラティヴである』松葉祥一、勝賀瀬恵子共訳　（作品社、2006年）

## CD
- 『デオダ・ド・セヴラック　歌曲と古いシャンソン』(ソプラノ：奈良ゆみ、ピアノ：椎名亮輔、コジマ録音、2011年8月）